# Place de la Libération (Bourg-la-Reine)
La place de la Libération est un carrefour de Bourg-la-Reine dans les Hauts-de-Seine, situé sur la route départementale 920.

## Situation et accès
C'est le point de convergence de l'avenue du Général-Leclerc et de l'allée d'Honneur à Sceaux, de l'avenue Victor-Hugo, de l'avenue Galois, du boulevard du Maréchal-Joffre et de l'avenue du Général-Leclerc à Bourg-la-Reine.

## Origine du nom

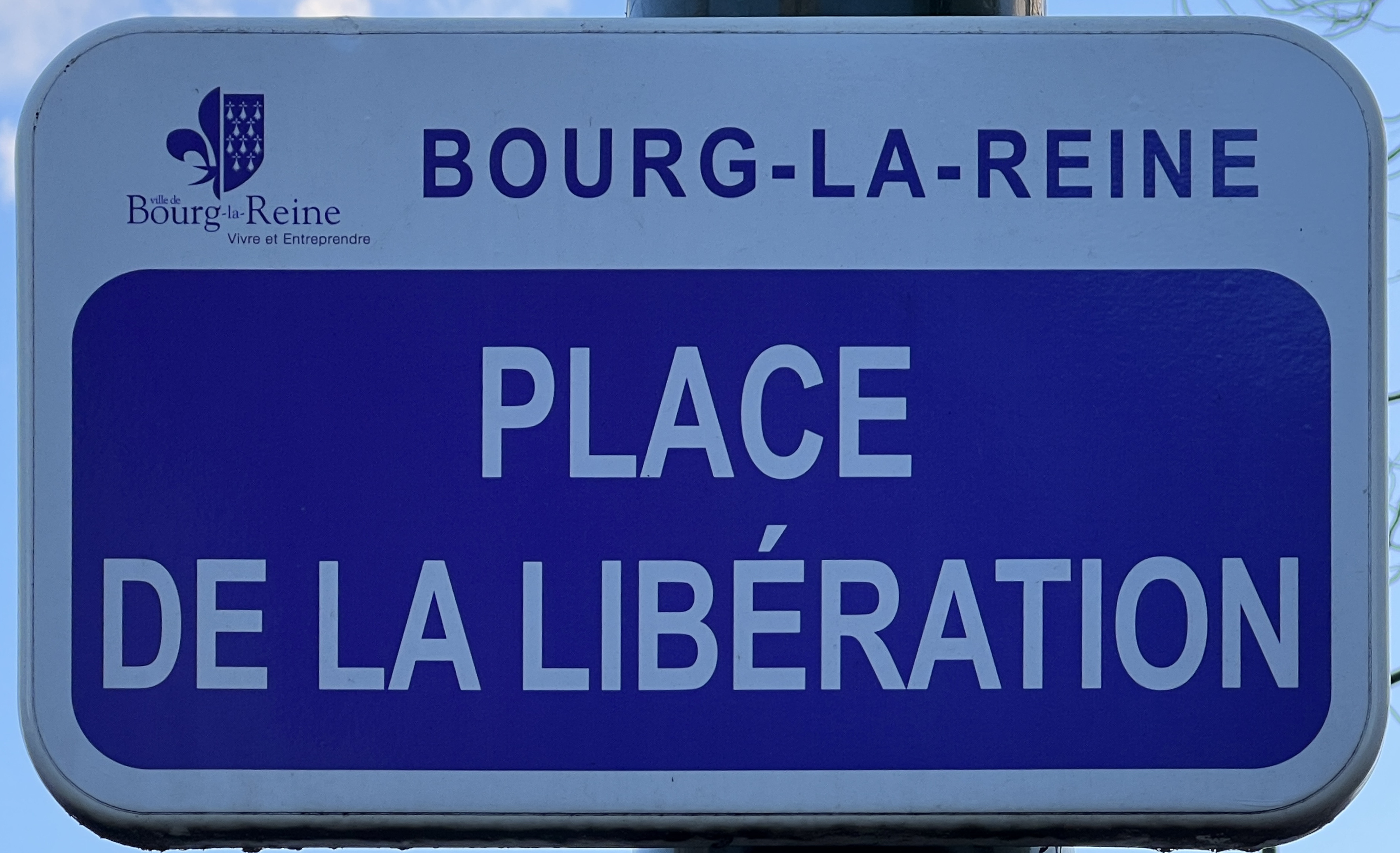
Plaque de la place de Libération.

Cette place a été nommée en mémoire de la Libération de la France en 1944.

## Historique

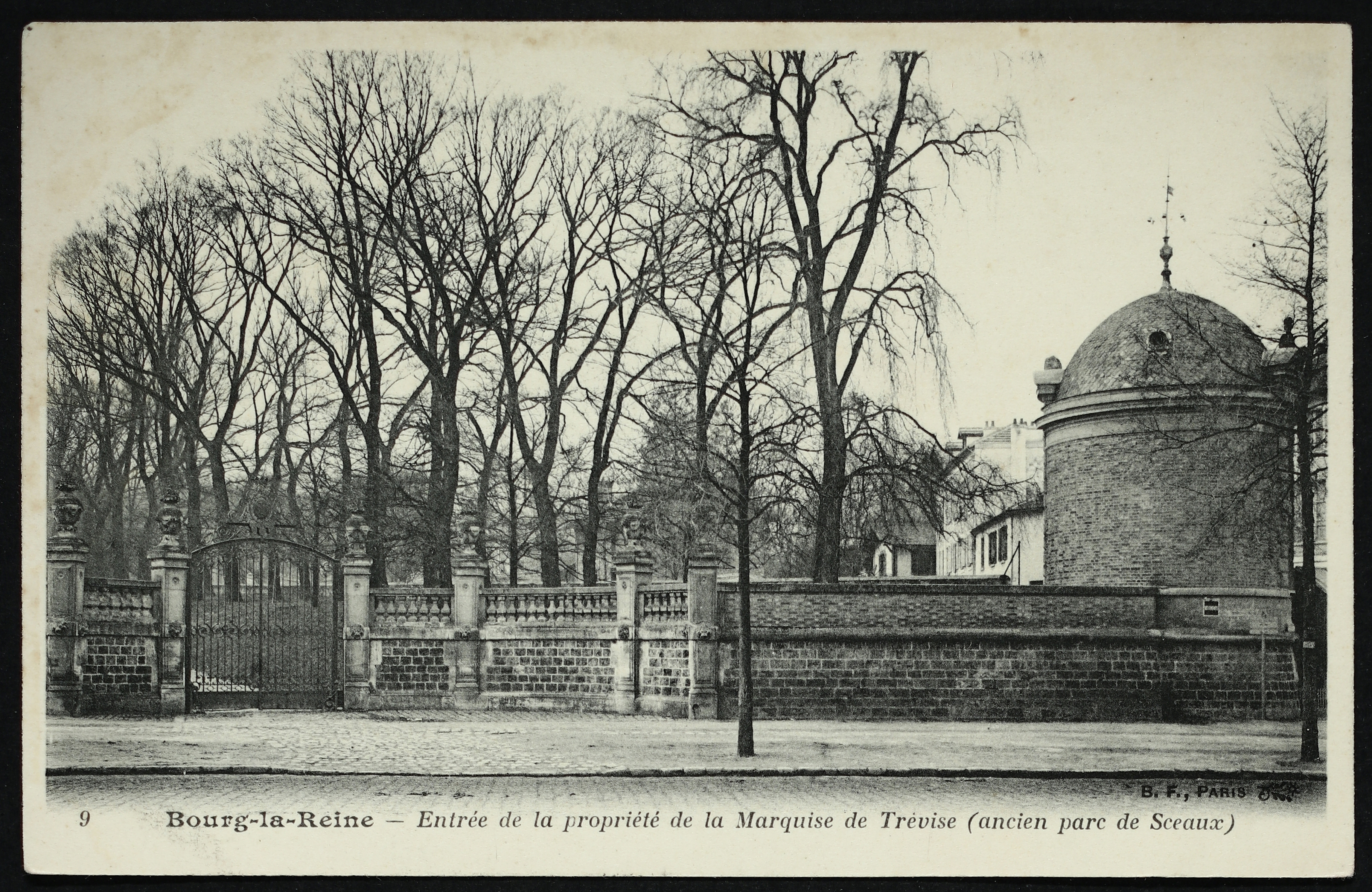
Entrée de la propriété de la Marquise de Trévise (ancien parc de Sceaux).

Le 24 août 1944, des combats opposent la 2ème DB à plusieurs Flak allemandes. Vers 20h, le char Elchingen II est détruit par un canon antichar allemand, embossé au carrefour de l’avenue Galois et de la Grande-Rue.
Elle est réaménagée en 2022,.

## Bâtiments remarquables et lieux de mémoire
- Parc de Sceaux[5].

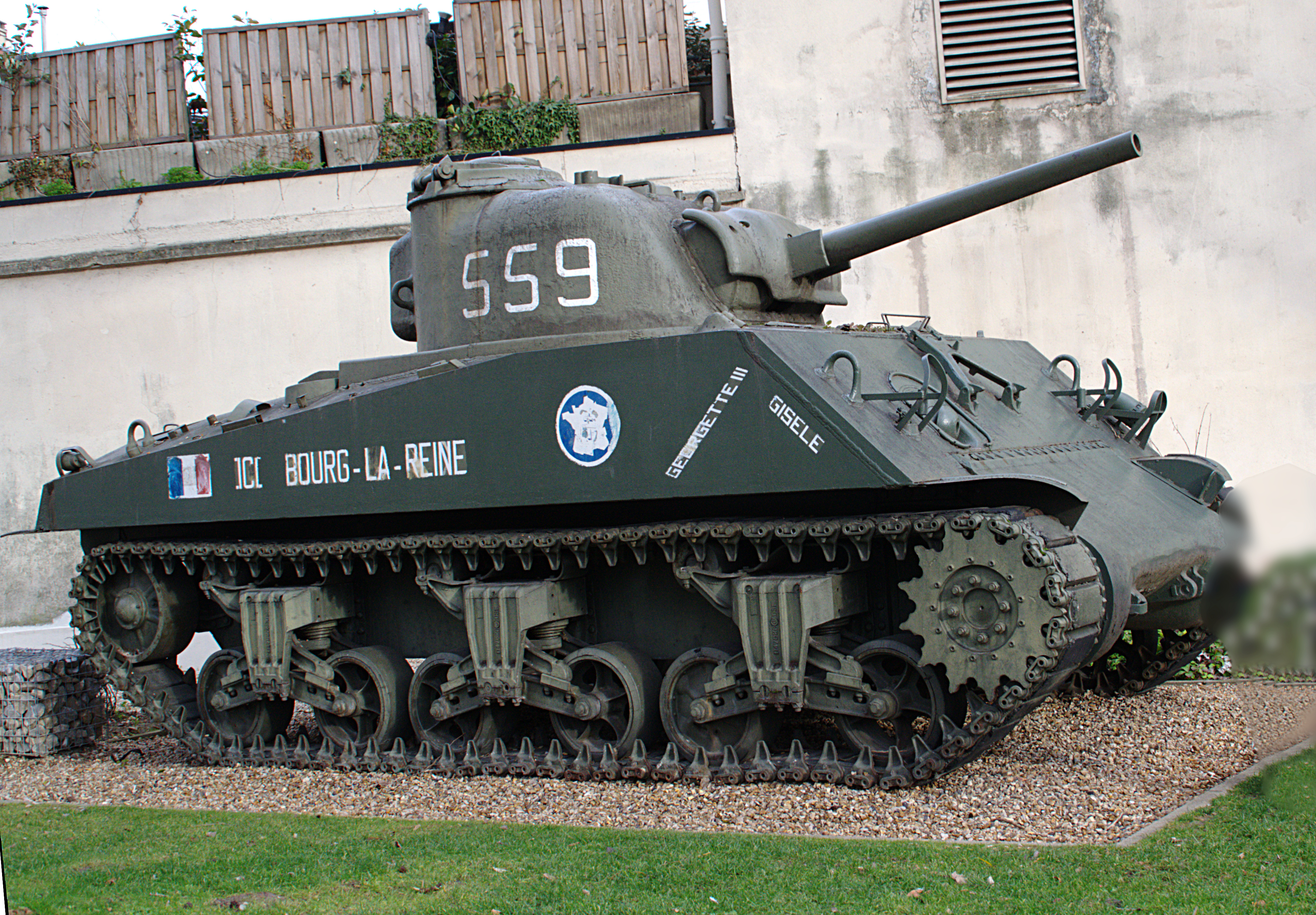
Char M4 Sherman à Bourg-la-Reine, décembre 2013.

- Réplique d'un char M4 Sherman qui a participé aux combats de la Libération de Paris puis ira combattre en Champagne, en Alsace et en Allemagne jusqu'à Phalsbourg[6],[7].
- Anciennement, entrée du château d'Anne-Marie Lecomte-Stuart, duchesse de Trévise[8],[9]. Cette entrée fut détruite à la fin du XXe siècle[10].